# Дубинка 2
Дуби́нка 2 (бел. Дубінка 2) — деревня в составе Подгорьевского сельсовета Могилёвского района Могилёвской области Белоруссии. Расположена в 14 км к юго-востоку от Могилёва и железнодорожной станции Луполово на линии Могилёв—Кричев. Рельеф равнинный, на юге граничит с лесом. Транспортные связи по шоссе Санкт-Петербург—Одесса, которое проходит неподалёку от деревни. 19 хозяйств, 26 жителей (2007).
Основана в 1920-е годы переселенцами с соседних деревень. В 1930-е годы сельчане вступили в колхоз. В Великую Отечественную войну с июля 1941 года до 26.6.1944 года оккупирована немцами. В 1990 году 26 хозяйств, 46 жителей, в составе совхоза «Могилёвский» (центр — деревня Амховая 1). Планировочно состоит из 2 прямолинейных параллельных улиц меридиональной ориентации, к которым с востока присоединяется короткая прямолинейная улица. Застроена двусторонне, неплотно традиционными деревянными домами усадебного типа.